# Guzmania spectabilis
Guzmania spectabilis là một loài thực vật có hoa trong họ Bromeliaceae. Loài này được Utley mô tả chính thức lần đầu tiên vào năm 1978, dựa trên công trình trước đó của Mez và Wercklé.